# Kaligintung (Temon)
Kaligintung is een bestuurslaag in het regentschap Kulon Progo van de provincie Jogjakarta, Indonesië. Kaligintung telt 1511 inwoners (volkstelling 2010).